# Steptorhamphus
Steptorhamphus là một chi thực vật có hoa trong họ Cúc (Asteraceae).

## Loài
Chi Steptorhamphus gồm các loài: